# Maycee Barber
Maycee Barber (Greeley, 18 de maio de 1998) é uma lutadora norte-americana de artes marciais mistas, luta na categoria peso-mosca feminino do Ultimate Fighting Championship.

## Início
Barber nasceu em Greeley, Colorado. Ela começou a treinar MMA ainda quando criança e sempre quis ser lutadora profissional.
Barber tem um irmão mais novo, Wyatt, que também é lutador de MMA e luta pelo Bellator.

## Carreira no MMA

### Ultimate Fighting Championship
Barber fez sua estreia no UFC em 10 de Novembro de 2018 no UFC Fight Night: Korean Zombie vs. Rodríguez contra Hannah Cifers. Ela venceu por nocaute técnico no segundo round.
Barber enfrentou JJ Aldrich no UFC Fight Night: Thompson vs. Pettis em 23 de março de 2019. Barber venceu a luta por nocaute técnico no segundo round.
Barber enfrentou Gillian Robertson em 18 de outubro de 2019 no UFC on ESPN: Reyes vs. Weidman. Ela venceu por nocaute técnico no segundo round.
Barber enfrentou Roxanne Modafferi em 18 de janeiro de 2020 no UFC 246: McGregor vs. Cowboy. Ela perdeu por decisão unânime.
Barber perdeu sua invencibilidade e ainda rompeu totalmente o ligamento cruzado anterior do joelho esquerdo. Nas casas de apostas a disputa era tão desigual que era possível faturar até 8 vezes mais apostando contra a jovem lutadora até então invicta.

## Cartel no MMA
| Cartel no MMA   |             |            |
| 12 lutas        | 10 vitórias | 2 derrotas |
| Por nocaute     | 5           | 0          |
| Por finalização | 2           | 0          |
| Por decisão     | 3           | 2          |

| Res.    | Cartel | Oponente          | Método                                | Evento                                       | Data       | Round | Tempo | Local                 | Notas                          |
| ------- | ------ | ----------------- | ------------------------------------- | -------------------------------------------- | ---------- | ----- | ----- | --------------------- | ------------------------------ |
| Vitória | 10-2   | Jessica Eye       | Decisão (Unânime)                     | UFC 276: Adesanya vs. Cannonier              | 02/07/2022 | 3     | 5:00  | Las Vegas, Nevada     |                                |
| Vitória | 9-2    | Miranda Maverick  | Decisão (dividida)                    | UFC on ESPN: Sandhagen vs. Dillashaw         | 24/07/2021 | 3     | 5:00  | Las Vegas, Nevada     |                                |
| Derrota | 8-2    | Alexa Grasso      | Decisão (unânime)                     | UFC 258: Usman vs. Burns                     | 13/02/2021 | 3     | 5:00  | Las Vegas, Nevada     |                                |
| Derrota | 8-1    | Roxanne Modafferi | Decisão (unânime)                     | UFC 246: McGregor vs. Cowboy                 | 18/01/2020 | 3     | 5:00  | Las Vegas, Nevada     |                                |
| Vitória | 8-0    | Gillian Robertson | Nocaute Técnico (socos)               | UFC on ESPN: Reyes vs. Weidman               | 18/10/2019 | 1     | 3:04  | Boston, Massachusetts |                                |
| Vitória | 7-0    | JJ Aldrich        | Nocaute Técnico (joelhadas e socos)   | UFC Fight Night: Thompson vs. Pettis         | 23/03/2019 | 2     | 3:01  | Nashville, Tennessee  | Estreia nos moscas.            |
| Vitória | 6-0    | Hannah Cifers     | Nocaute Técnico (cotoveladas e socos) | UFC Fight Night: Korean Zombie vs. Rodríguez | 10/11/2018 | 2     | 2:01  | Denver, Colorado      | Estreia no UFC.                |
| Vitória | 5-0    | Jamie Colleen     | Nocaute Técnico (cotoveladas)         | Dana White's Contender Series 13             | 13/07/2018 | 3     | 4:15  | Las Vegas, Nevada     |                                |
| Vitória | 4-0    | Audrey Perkins    | Nocaute Técnico (socos e cotoveladas) | LFA 39                                       | 04/05/2018 | 2     | 2:54  | Vail, Colorado        |                                |
| Vitória | 3-0    | Kaila Thompson    | Finalização (mata leão)               | LFA 33                                       | 18/02/2018 | 1     | 0:31  | Dallas, Texas         | Luta no Peso Casado (120 lbs). |
| Vitória | 2-0    | Mallory Martin    | Decisão (unânime)                     | LFA 22                                       | 08/09/2017 | 3     | 5:00  | Broomfield, Colorado  |                                |
| Vitória | 1-0    | Itzel Esquivel    | Finalização (chave de braço)          | LFA 14                                       | 23/06/2017 | 1     | 3:52  | Houston, Texas        | Estreia nos Palhas.            |